# Seehorn (Davos)
Das Seehorn ⓘ ist ein 2238 m ü. M. hoher Aussichtsberg am Anfang der Flüela-Gruppe. Wegen der schönen Talaussicht über die ganze Landschaft und die umliegenden Bergketten wird er oft von Davos aus besucht. Aufgrund seiner exponierten Lage bildet das Seehorn einen markanten Gipfel. Er ist Kegelförmig und fällt mit Ausnahme der Ostseite nach allen Seiten steil ab. Namensgebend für das Seehorn ist seine Lage unmittelbar oberhalb des Davosersees.

## Lage und Umgebung
Das Seehorn gehört zur Flüela-Gruppe, einer Untergruppe der Silvretta. Der Gipfel befindet sich vollständig auf dem Gebiet der Gemeinde Landschaft Davos. Das Seehorn schliesst das Davosertal nach Osten hin ab und schiebt sich zwischen diesem und dem Flüelatal vor.
Nachbargipfel ist der 206 m höhere Hüreli. Talort und häufigster Ausgangspunkt ist Davos.

## Klettergarten

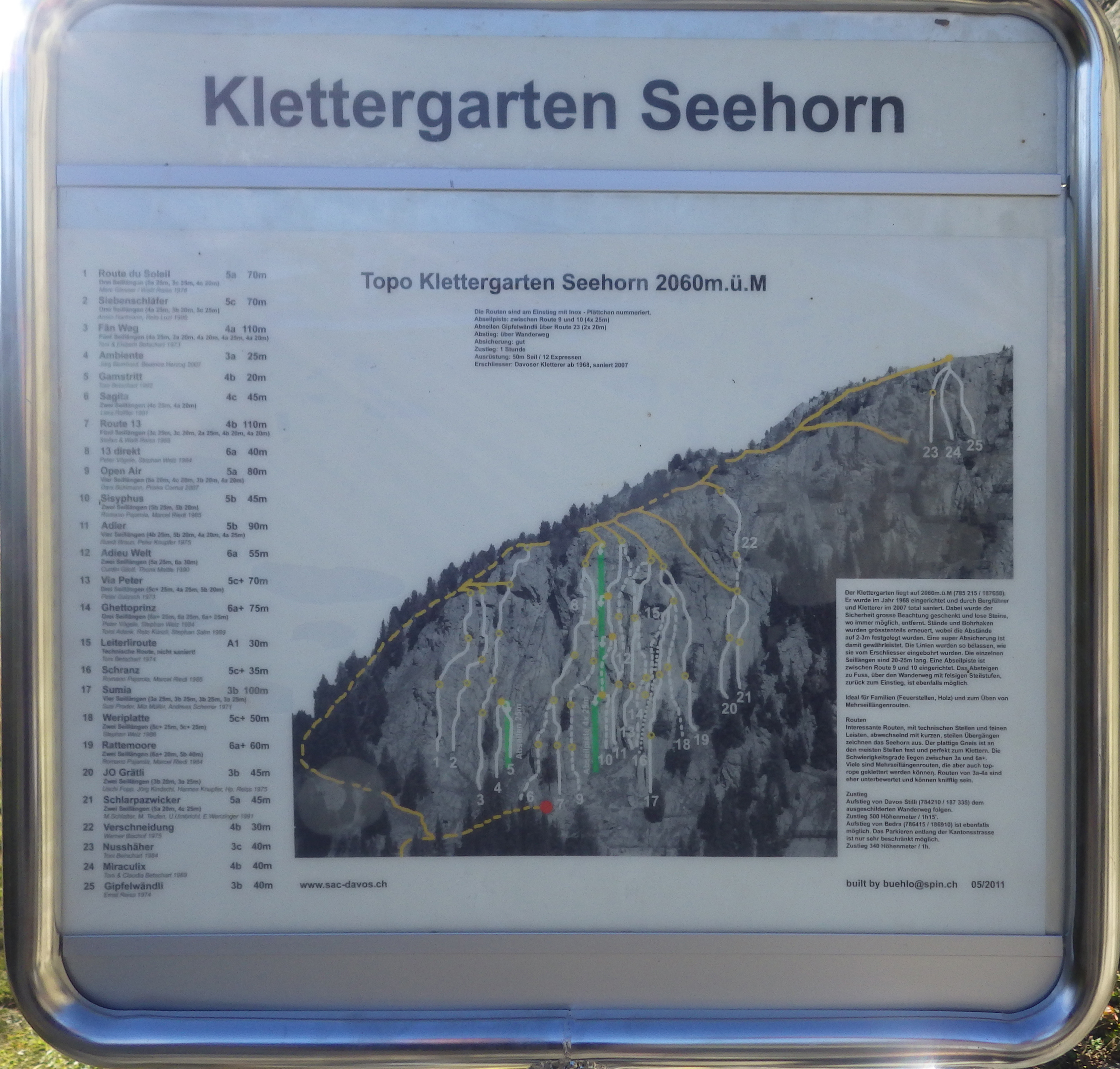
Topo des Klettergartens am Seehorn.

Südwestlich des Gipfels, in den gipfelnahen Felsen befindet sich auf 2060 m bis 2238 m ein Klettergarten. Er wurde im Jahr 1968 erstellt und im Jahr 2007 total saniert. Der Klettergarten ist über die Route Über die Südwest-Kante in ca. 1¼ Stunden ab der Flüelastrasse in Davos Dorf (1571 m) oder in ca. einer Stunde von Bedra (1753 m) aus zu Fuss erreichbar. Da der Klettergarten sich auf der südlichen Seite befindet, ist er sonnig und bietet eine schöne Aussicht auf Davos, das Flüelatal und die umliegende Natur. Der Klettergarten verfügt über 25 Kletterrouten der Schwierigkeitsgrade 3a bis 6a+ sowie einer Abseilpiste. Der Klettergarten ist ideal für Familien. Feuerstelle und Holz sind am Wandfuss beim Routentopo vorhanden. Er eignet sich ausserdem auch zum Üben von Mehrseillängenrouten. Als Ausrüstung sollte ein 50 m langer Kletterseil sowie 12 Expressschlingen mitgenommen werden.

## Routen zum Gipfel

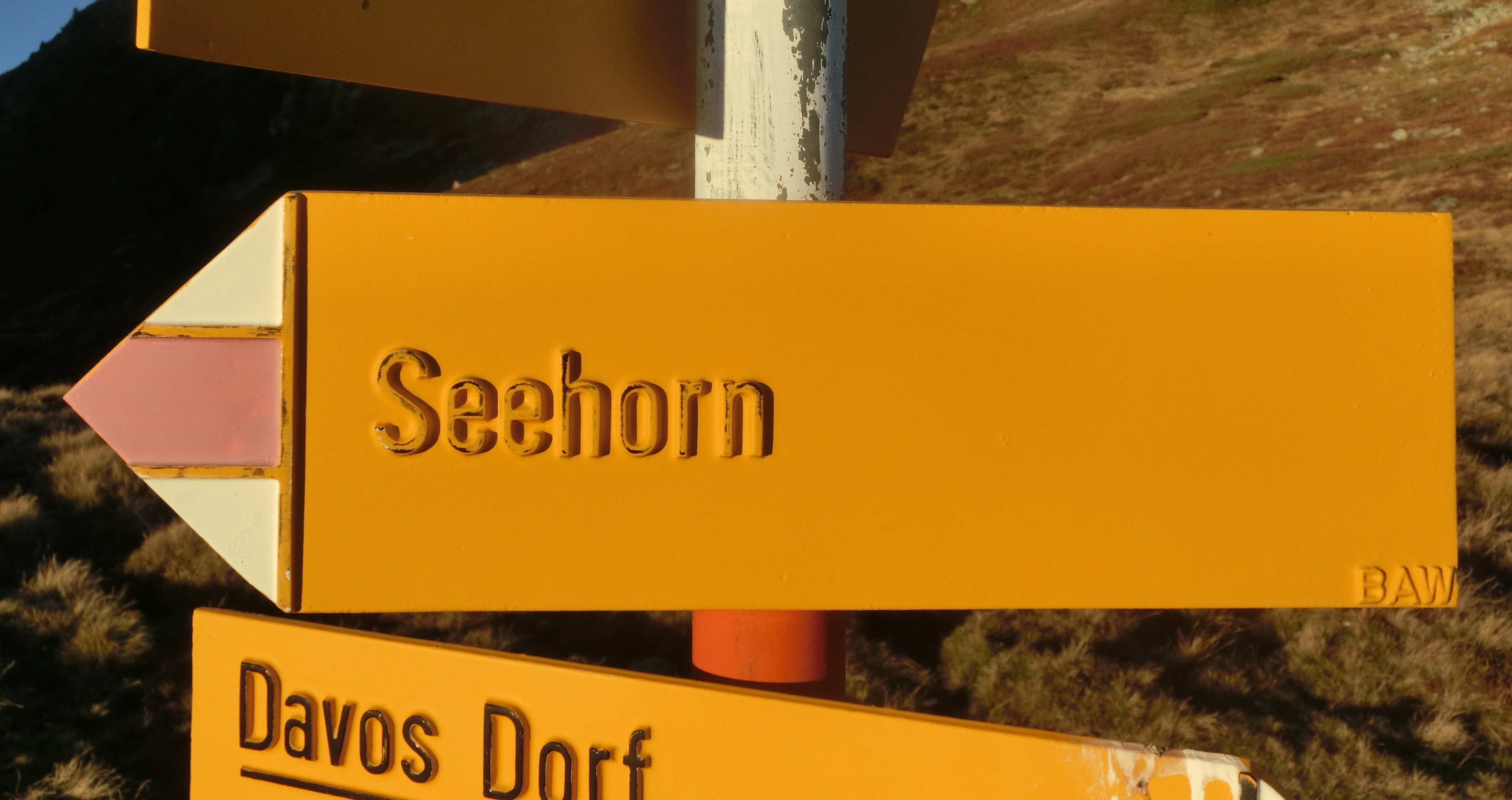
Wegweiser zum Seehorn.

### Über den Nordost-Kamm
- Ausgangspunkt: Davos Dorf (Parkplatz beim See, 1561 m), Wolfgang (1631 m) oder Hst. Davos Laret (1522 m)
- Via: Drusatscha, Sattel zwischen Seehorn und Hüreli
- Schwierigkeit: B, als Wanderweg weiss-rot-weiss markiert
- Zeitaufwand: 2½ Stunden von Davos, 2¼ Stunden vom Wolfgang oder 3 Stunden von Laret

### Über die Südwest-Kante
- Ausgangspunkt: Davos Dorf (Flüelastrasse (Stilli), 1571 m) oder Bedra (1753 m)
- Via: Felswand links oder rechts umgehen.
- Schwierigkeit: EB
- Zeitaufwand: 2 Stunden von Davos, 1¾ Stunden von Bedra
- Bemerkung 1: Ein weg ist zwar vorhanden, jedoch weder beschildert noch markiert.
- Bemerkung 2: Umgeht man das Felsband rechts, kommt man am Klettergarten vorbei.

### Über die Südflanke
- Ausgangspunkt: Davos Dorf (Flüelastrasse (Stilli), 1571 m) oder Bedra (1753 m)
- Via: Steinschlagwald, Sattel zwischen Seehorn und Hüreli
- Schwierigkeit: B, als Wanderweg weiss-rot-weiss markiert
- Zeitaufwand: 2 Stunden von Davos oder 1½ Stunden von Bedra

## Galerie

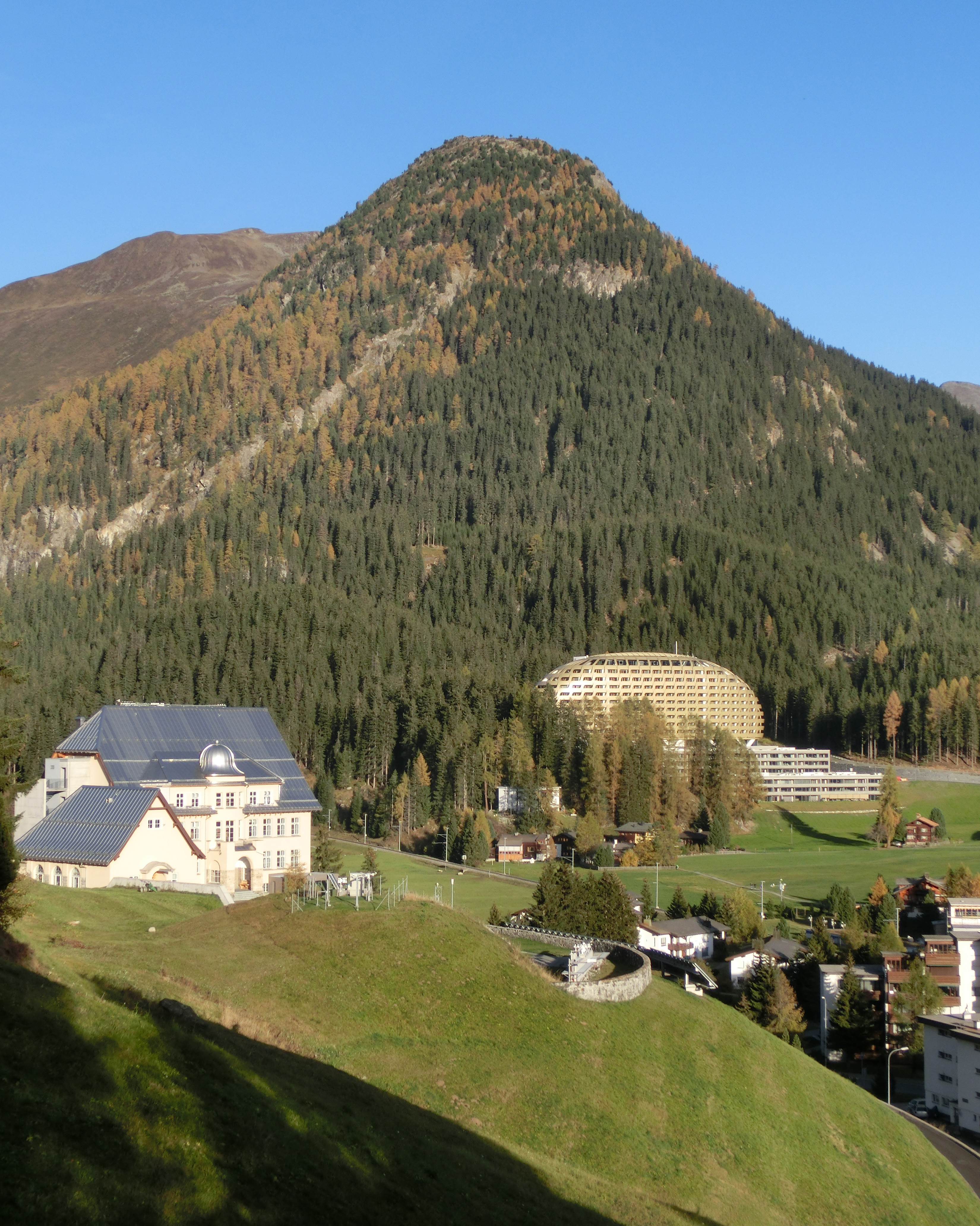
Das Seehorn mit dem Physikalisch-Meteorologischen Observatorium (links) und dem AlpenGold Hotel (rechts).
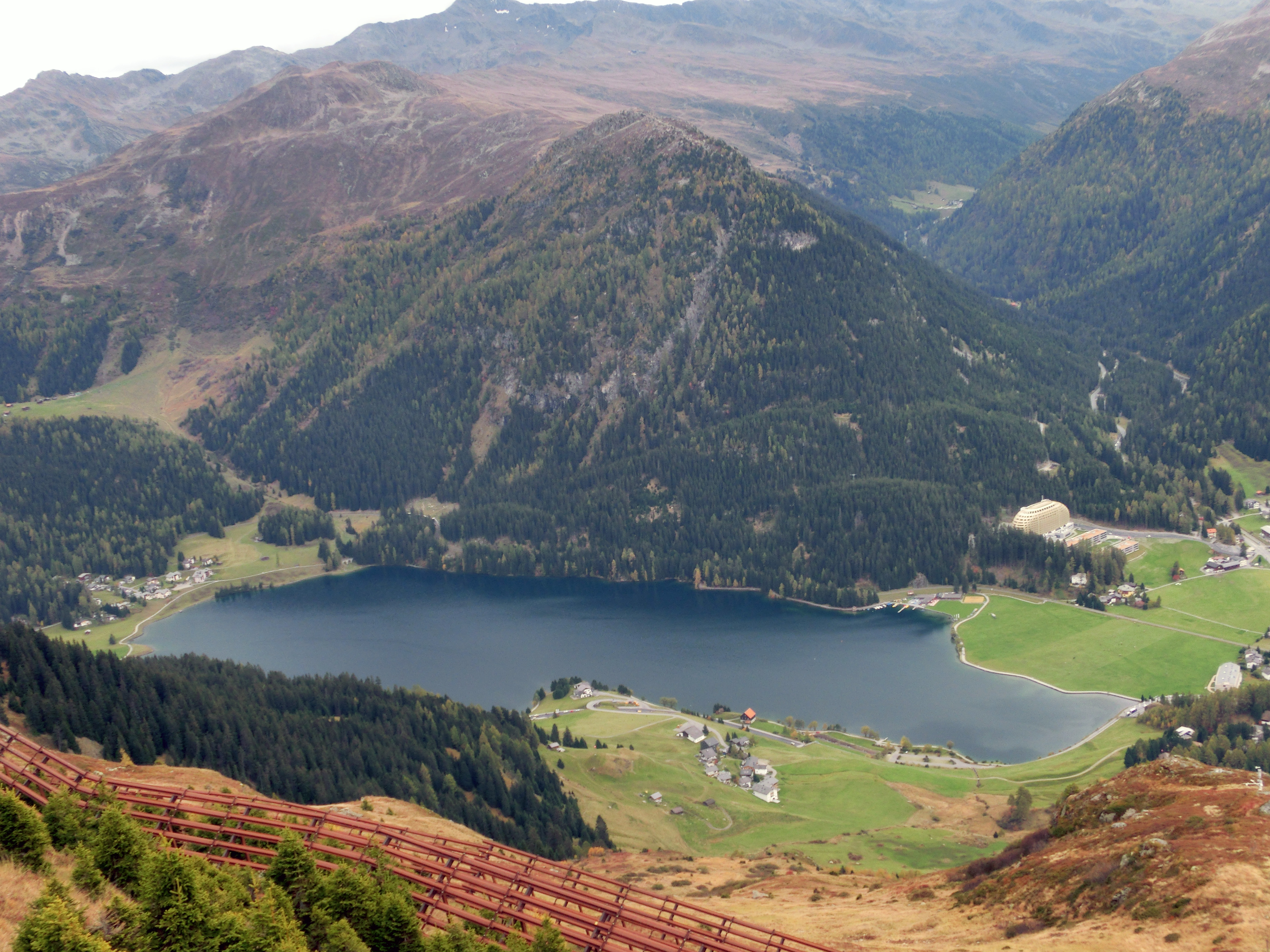
Das Seehorn mit dem Davosersee vom Dorfberg nahe dem Skigebiet Parsenn aus gesehen.
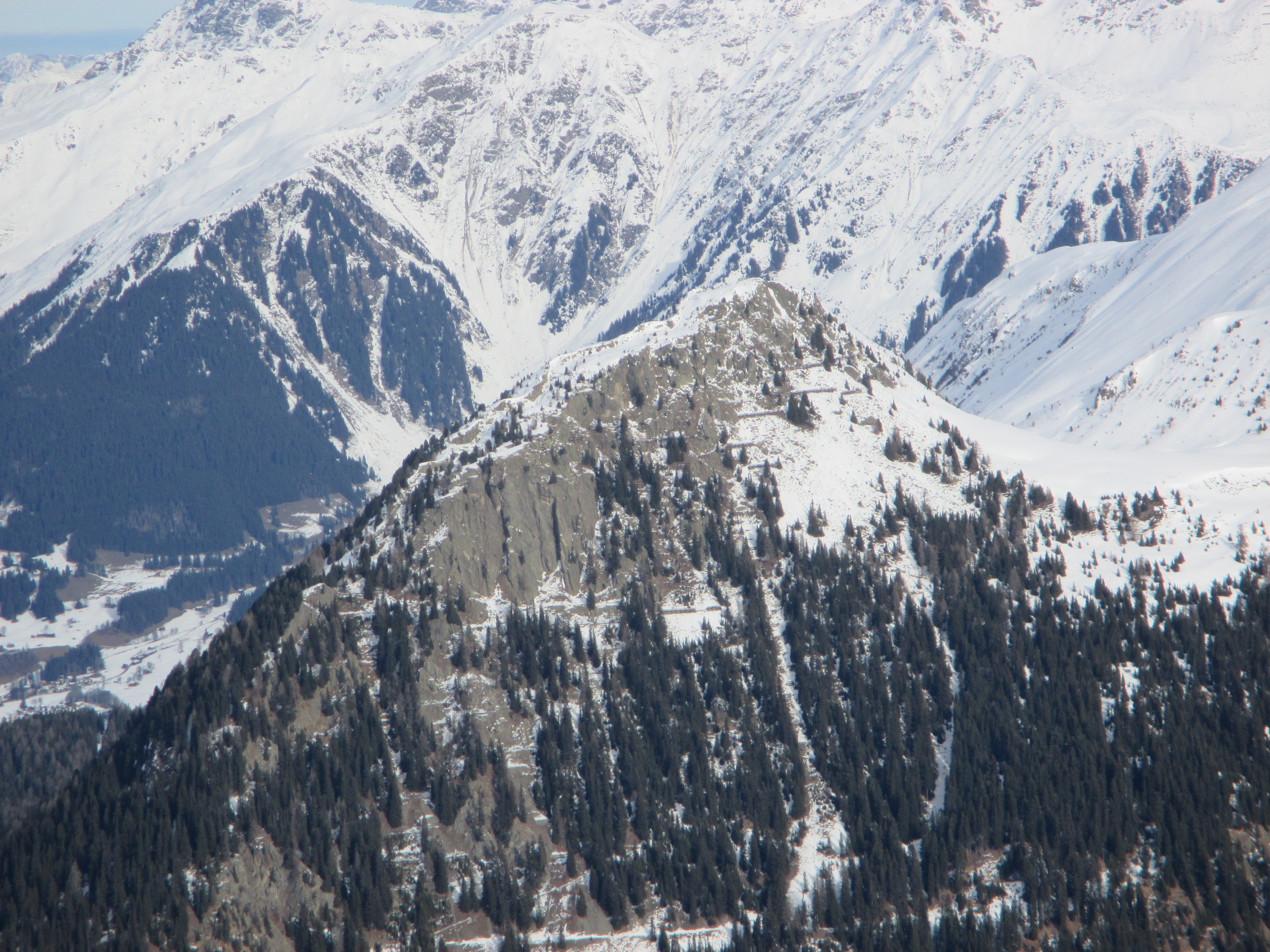
Das Seehorn vom Skigebiet Jakobshorn aus gesehen.
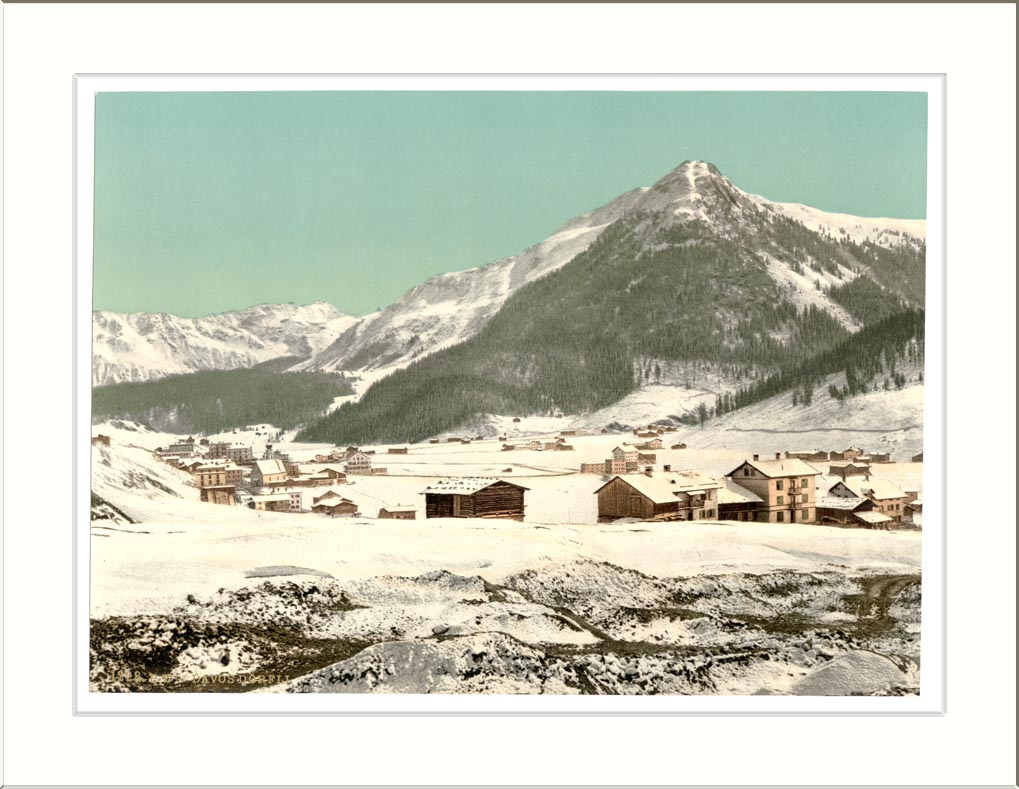
Das Seehorn auf einer alten Postkarte.
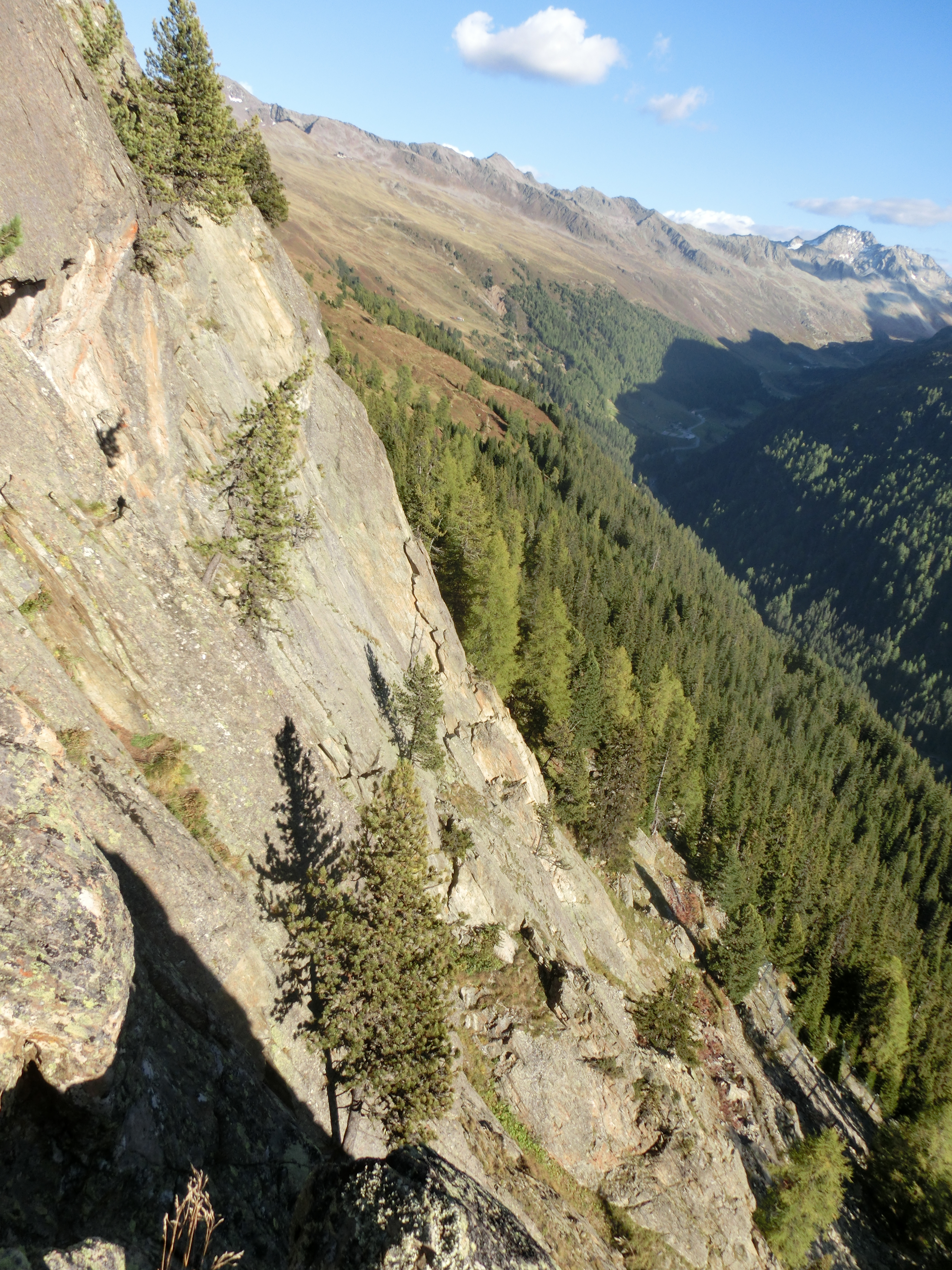
Eine Felswand des Klettergartens Seehorn.
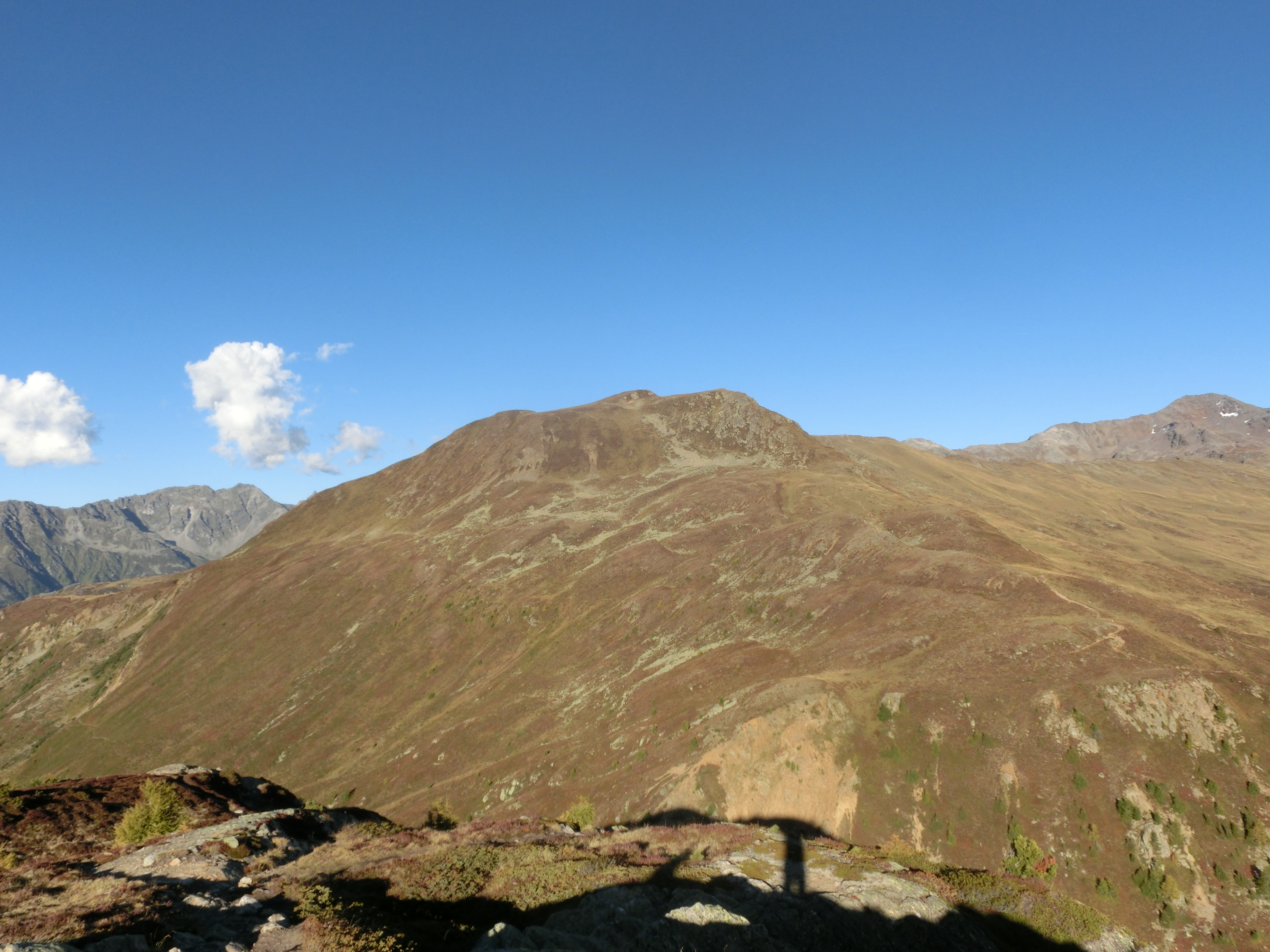
Blick zum Hüreli.
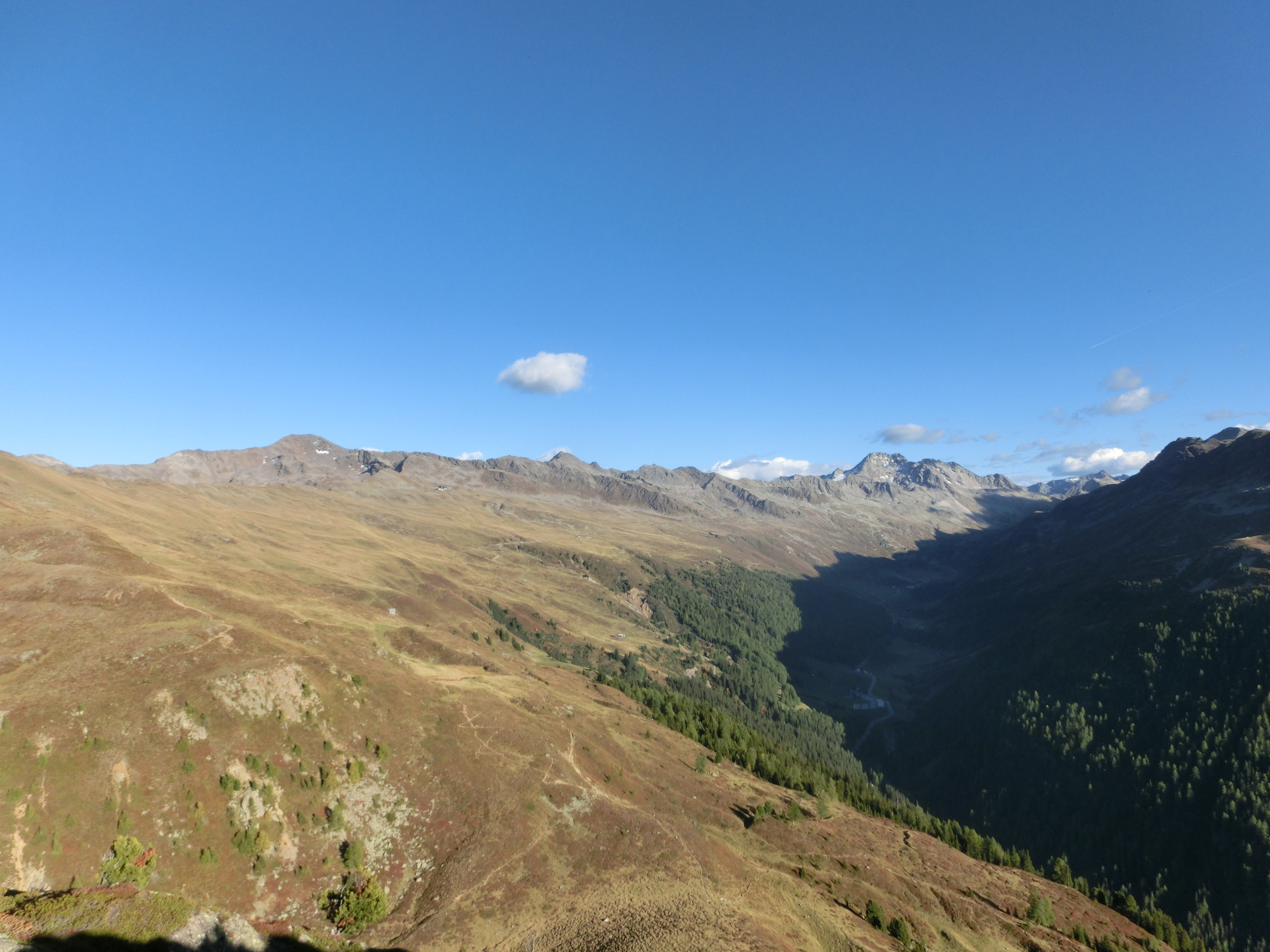
Blick Richtung Flüelatal und vom Pischahorn (links) bis zum Flüela Wisshorn (rechts).